# Mercedes-Benz W143
Mercedes-Benz 230 är en personbil, tillverkad av den tyska biltillverkaren Mercedes-Benz mellan 1936 och 1941.
1937 uppdaterades 230-modellen med modernare karosser och fyrväxlad växellåda. I övrigt var den i stort identisk med företrädaren W21 230. Första året fanns den korta 230 n kvar, men därefter blev den långa hjulbasen standard.
Motor
| Modell | Motor                   | Cylindervolym | Effekt | Bränslesystem   |
| ------ | ----------------------- | ------------- | ------ | --------------- |
| 230    | M143: 6-cyl radmotor sv | 2229 cm³      | 55 hk  | Enkel förgasare |

Tillverkning
| Modell | Antal  |
| ------ | ------ |
| 230    | 20 290 |